# Саванна-Риверская национальная лаборатория
Саванна-Риверская национальная лаборатория (англ. Savannah River National Laboratory) — одна из шестнадцати национальных лабораторий Министерства энергетики США. Лаборатория расположена в местечке Саванна-Ривер неподалёку от Джексона, Южная Каролина. Основана в 1951 году. 7 мая 2004 года она получила статус национальной лаборатории.
Области исследований лаборатории включают в себя проблемы восстановления окружающей среды, технологии водородной энергетики и работы с опасными материалами, а также технологии предотвращения распространения ядерного оружия. Лаборатория занимается вопросами витрификации ядерных отходов и хранении водорода, технологии, первоначально разработанной в целях производства трития и плутония на предприятии «Саванна-Ривер» во время Холодной войны. 
В Саванна-Риверской национальной лаборатории работает 980 человек, а годовой бюджет составляет 249 миллионов долларов США (2017).
Лаборатория управляется компанией "Savannah River Nuclear Solutions, LLC" с 2008 года.